# Bah Jambi III
Bah Jambi III is een bestuurslaag in het regentschap Simalungun van de provincie Noord-Sumatra, Indonesië. Bah Jambi III telt 1592 inwoners (volkstelling 2010).